# جو هاريسون
جو هاريسون (بالإنجليزية: Joe Harrison)‏ هو شخصية أعمال وسياسي أمريكي، ولد في 15 فبراير 1952. حزبياً، نشط في الحزب الجمهوري. وقد انتخب عضو مجلس نواب لويزيانا.